# Jessica Aronsson
Jessica Anna Aronsson, född 24 juni 1975 i Uddevalla, är en tidigare landslag handbollsmålvakt.

## Klubblagskarriär
Jessica Aronsson började spela handboll i hemstadens klubb GF Kroppskultur och dök upp som målvakt i klubben 1991 16 år gammal. Sista tidningsnotisen knyter henne till klubben våren 1997. Hon spelade sedan i Skövde HF  men hon slutade i klubben redan 1998. Hon spelade därefter i två år för HK Höfers åren 1998 till 2000. Sin längsta och framgångsrikaste tid var med Önnereds HK från 2000 till 2009. Under åren i Önnered spelade hon sina landskamper och var en av elitseriens bästa målvakter.

## Landslagskarriär
Jessica Aronsson spelade två landskamper i Sveriges ungdomslandslag 1993. Hennes debut i A-landslaget skedde elva år senare den 21 oktober 1904 mot Nederländernas B-landslag i Lucardi Cup i Rotterdam. Sverige vann med 29-23. Lucardi Cup var en del av förberedelsernas inför EM 2004 som spelades i Ungern. Aronsson tillhörde truppen som tredjemålvakt men spelade aldrig i turneringen. Totalt blev det 9 landskamper för Aronsson till 16 november 2006 då hon spelade sin sista landskamp mot Polen. Hon är inte noterad för något mål men det förklaras av att hon spelade som målvakt.